# 신장동 (하남시)
신장동(新長洞)은 경기도 하남시의 법정동이다. 행정동으로는 신장1동, 신장2동으로 나뉘어 있다.

## 개요
신장동은 1987년 중부고속도로 개통과 1991년 시작된 신장지구 택지개발사업으로 1994년 아파트단지에 첫 입주가 시작되면서 주거단지가 되었다. 북쪽으로는 한강이, 동쪽으로는 검단산이 남쪽의 남한산으로 이어지면서 지역을 감싸고 있다. 교통망이 편리하다.
신장1동은 43번 국도 주변에 형성되어 하남시 중심에 자리잡은 주거 및 상업지역으로, 주택 및 상가 밀집에 따라 주민의 대부분이 상업활동을 영위하며 하남 경제활동의 근간을 이루는 지역이다. 신장2동은 시청을 비롯한 대다수의 공공기관, 금융기관, 학교 등이 위치한 시의 중심지역으로 중부고속도로와 강변도로, 한강과 검단산이 접하고 있어, 편리한 교통과 쾌적한 환경이 공존하는 지역이다.
신장동이라는 지명은 오래 전부터 있던 장예말(長禮)에 대하여 새로 형성된 마을을 부르던 이름에서 유래했는데, 신장예(新長禮)라 부르다가 줄여부르게 되었다는 설과 새로 난 길을 신작로라 하던 것이 변했다는 설이 있다. 하남시 신설 당시 장예말, 석바대, 장터말 등의 자연마을을 신장1동으로, 신평리, 더우개, 동촌말 등의 자연마을을 신장2동으로 나누어 개편하였다.
당정동(堂亭洞)은 본래 당정섬으로 이루어진 한강변의 섬마을이었는데, 1925년 대홍수 이후 주민 대다수가 떠났고 이후 한강종합개발사업 당시 골재채취로 남아있던 주민들도 떠나 현재는 사라졌다.

## 법정동
- 신장동
- 당정동(堂亭洞)
- 창우동(倉隅洞) 일부

## 교육
- 하남천현초등학교
- 신장초등학교
- 신장중학교
- 신평중학교
- 신장고등학교

## 주요 시설
- 스타필드 하남
- 유니온파크

## 아파트
| 단지명                 | 건설사   | 시행사               | 주소            | 입주       | 비고 |
| ---------------------- | -------- | -------------------- | --------------- | ---------- | ---- |
| 하남 호반써밋 에듀파크 | 호반건설 | ㈜하남에이원프로젝트 | 하남유니온로 10 | 2021년 8월 |      |